# 東西線 (札幌市營地下鐵)
東西線（日语：／ Tōzai sen */?）是札幌市營地下鐵的一條路線，來往北海道札幌市西區的宮之澤和同市厚別區的新札幌。東西線和南北線均為札幌市營地下鐵首階段建造的路線，於1976年6月10日開業。經過多次延伸後，東西線現時是札幌市營地下鐵距離最長和擁有最多車站的路線。東西線是一個膠輪路軌系統，全線列車均使用橡膠車輪，路軌則採用中央引導軌道方式。路線的代表顏色為橙色，編號是“T”。
東西線的正式名稱為「札幌市高速電車東西線」，這是因為計畫時預定部分路段採用高架路段建設。當時曾考慮從東札幌站以東路段在北海道旅客鐵道（JR北海道）千歲線被廢除的東札幌至北廣島路段上方建設高架路段，但其後更改計畫，採用現時全地下路段的走線。

## 路線資料
- 路線距離（營業距離）：20.1公里
- 站數：19個（包括起終點站）
- 複線路段：全線
- 電氣化路段：全線（直流1,500V、高架電纜）
- 閉塞方式：車內信號式（ATO）

## 歷史
- 1976年（昭和51年）6月10日：琴似至白石一段（9.9km）開業，使用車輛6000型（共20列4輛編組）於同日投入服務，使用自動列車運行裝置（ATO）運行。
- 1982年（昭和57年）3月21日：白石至新札幌的延線（7.4km）開業，全線車輛延長至6輛編組，並增加4列列車。
- 1987年（昭和62年）3月22日：因為要建造連接東豐線的短絡線，大通至西11丁目一段全日停駛。札幌市交通局安排接駁巴士在停駛路段替代。
- 1990年（平成2年）2月左右：6000型列車停止使用ATO，改為手動運行。
- 1998年（平成10年）8月18日：8000型列車（2列7輛編組）投入服務。
- 1999年（平成11年）2月25日：琴似至宮之澤的延線（2.8km）開業，全線車輛統一為7輛編組。
- 2002年（平成14年）：開始以8000型列車汰換老化的6000型。
- 2005年（平成17年）9月27日：8000型列車增加英語和廣告的廣播。
- 2006年（平成18年）7月7日：進行對應單駕駛操作的改裝的車輛投入服務。
- 2006年（平成18年）7月29日：首列在車輛間加裝玻璃隔門的8000型列車投入服務。（新製車，對應單駕駛操作）
- 2007年（平成19年）7月9日：全線車輛的車門加裝顯示車廂編號和車門編號的凸字金屬板。
- 2008年（平成20年）2月13日：在南鄉7丁目4號月台開始月台幕門的實驗。
- 2008年（平成20年）5月31日：南鄉7丁目4號月台的月台幕門開始投入服務。
- 2008年（平成20年）8月30日：汰換列車工作完成，6000型列車退役。
- 2008年（平成20年）9月1日：自動列車運行裝置（ATO）再次投入服務，距上次停用ATO已18年。
- 2009年（平成21年）1月30日：札幌市交通局發行專用智能卡「SAPICA」，可在札幌市營地下鐵使用。
- 2009年（平成21年）3月3日：預定全線車站完成安裝月台幕門的工程[2]。
- 2009年（平成21年）4月1日：預定列車正式改以單駕駛運作[3]。
- 2009年（平成21年）夏季：預定設立「女性和兒童的安心車廂」[4]。

## 使用車輛
- 8000型：札幌市營地下鐵的目前使用型號，首列列車於1998年8月18日投入服務。現時共有24列7輛編組列車服務東西線。

### 退役車輛
- 6000型：東西線啟用時使用車輛，初期為4輛編組，後期延長至6輛編組，高峰期有24列6輛編組列車服務。末期加掛8300型車輛以和8000型統一為7輛編組，退役時8300型車輛全數獲得保留，被編入8000型新製列車繼續服務。

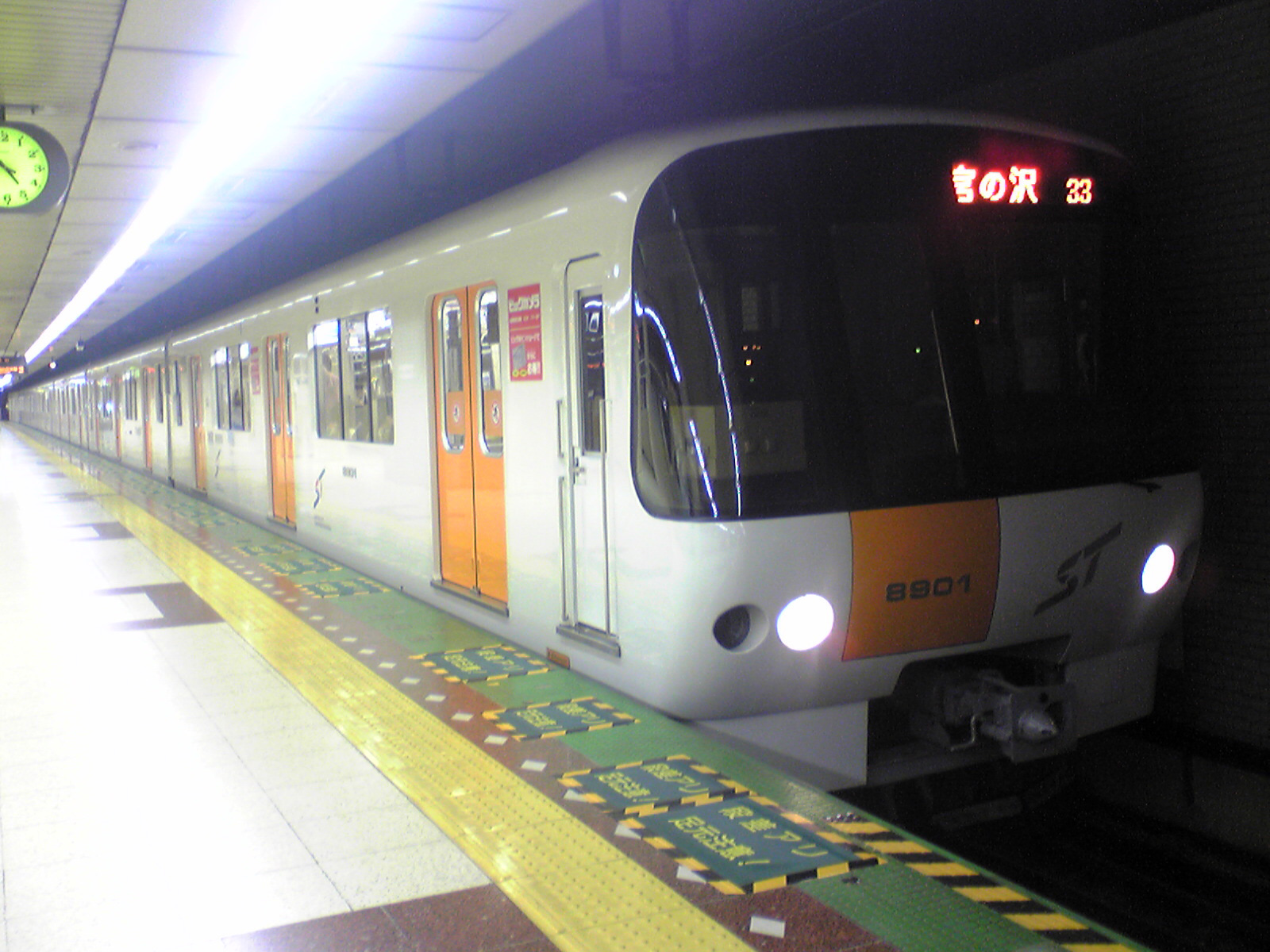
汰換6000型試製車的8000型01編組。
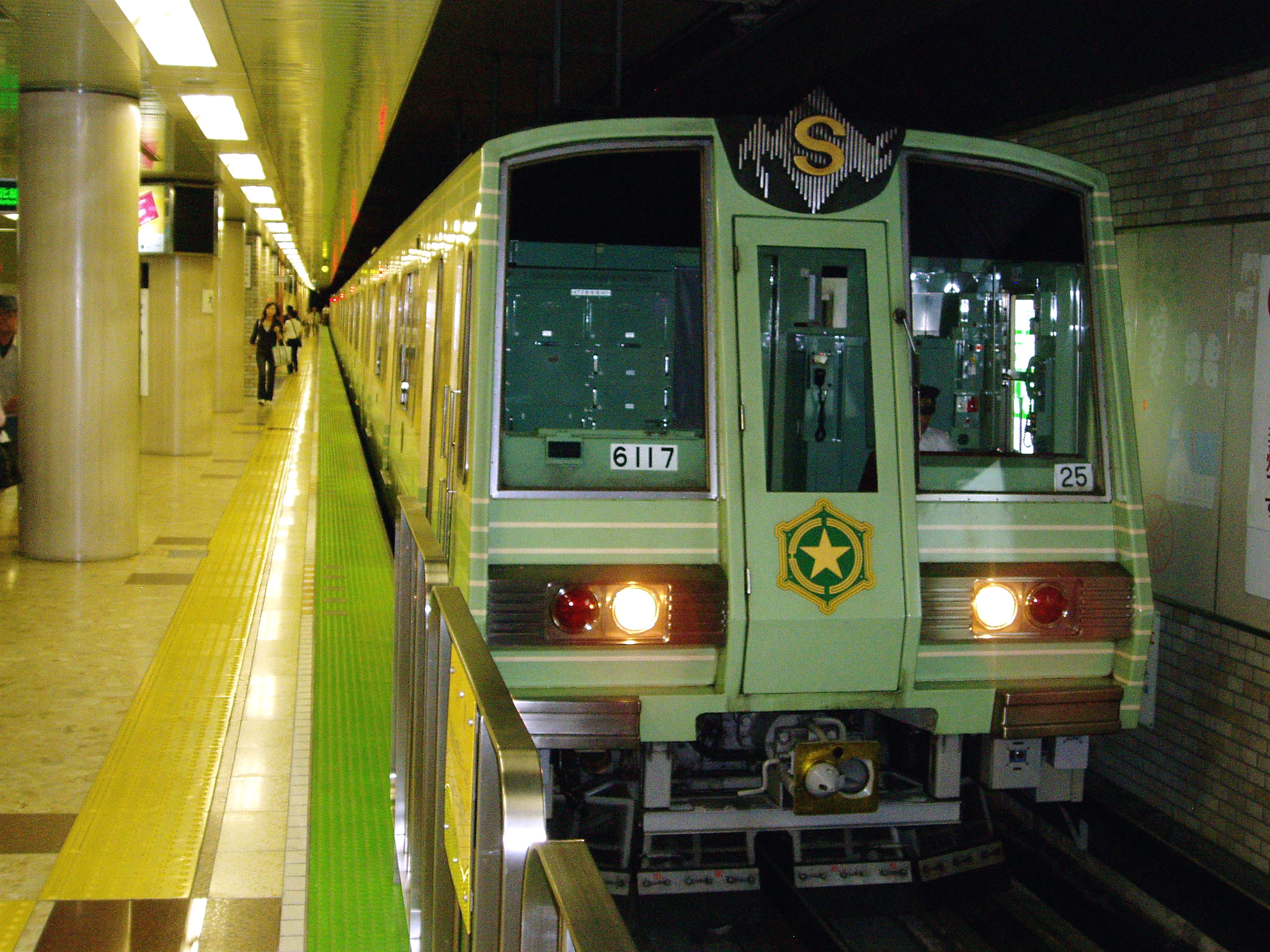
東西線用6000型列車。
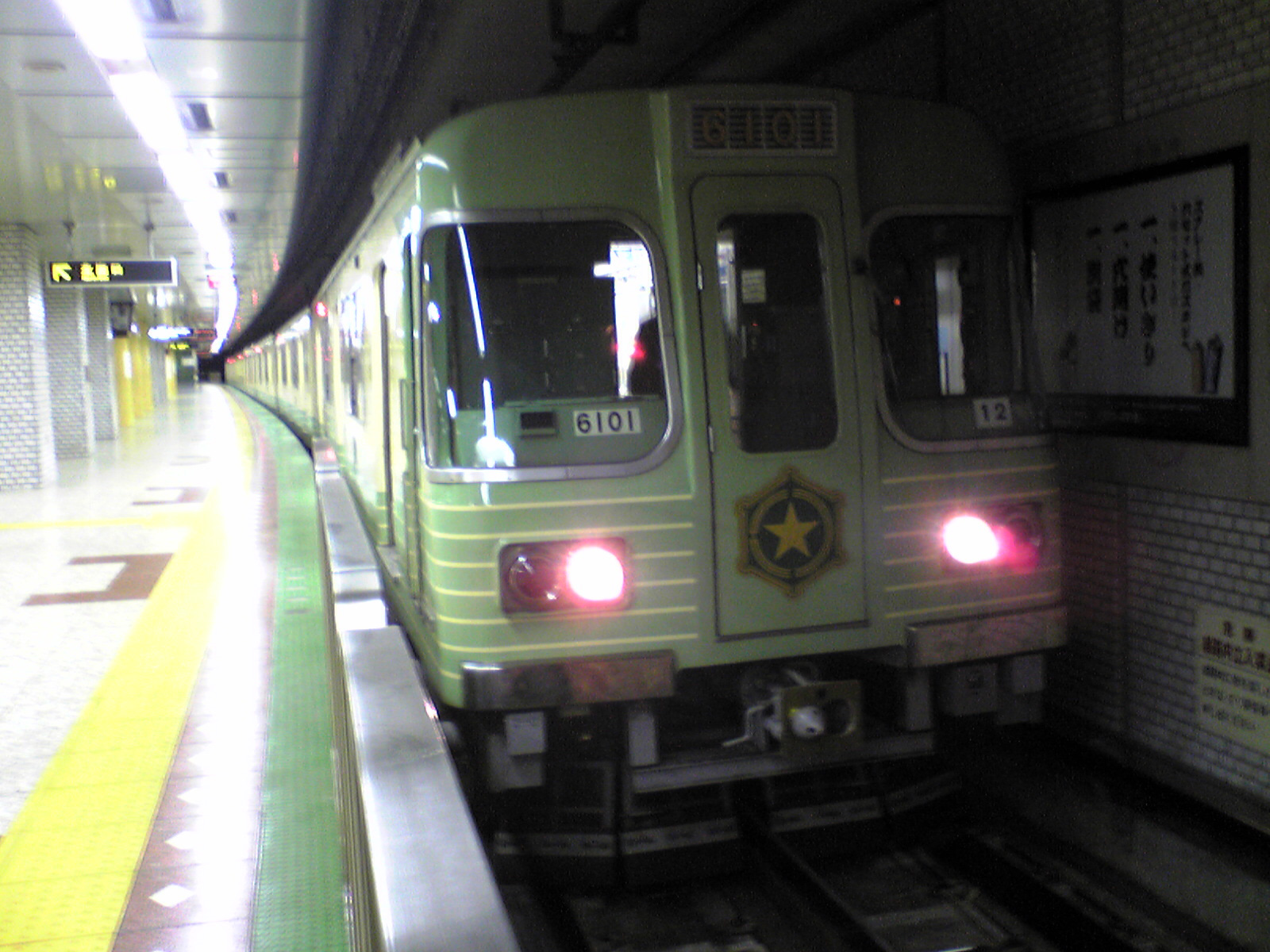
和普通6000型外觀有分別的第一編組（試製車），於2007年10月退役後被拆毀。

### 所屬車輛基地
東西線的車輛基地有兩個，分別為東車輛基地和西車輛基地。但由於東豐線未能覓地建設車輛基地，現時西車輛基地已成為東豐線的車輛基地，只有東車輛基地負責東西線全線車輛的檢查和管理。
西車輛基地
西車輛基地設於西28丁目車站和二十四軒車站之間，是東西線的首個車輛基地。基地的設備全部安裝在地底，地面是住宅區和停車場。西車輛基地初期負責東西線所有車輛的檢查和管理，其後東車輛基地完工，檢查和管理均移至東車輛基地進行，因此西車輛基地曾空置了一段時間。東豐線落成後，由於未能覓地建設車輛基地，札幌市交通局最後決定活用西車輛基地，讓其成為東豐線的車輛基地。為了讓東豐線列車能駛進西車輛基地，札幌市交通局建設了連接東西線西11丁目車站和東豐線札幌車站的短絡線。
東車輛基地
東車輛基地位於雲雀丘車站西南偏西的位置，但車輛基地不是以直線和雲雀丘車站連接，而是迂迴地以橋樑橫渡附近的三里川兩次（橋樑結構和南北線的高架路段相同），連接雲雀丘車站側面的專用月台，再從這裏和往新札幌車站的本線匯合。過去東車輛基地曾負責車籍在西車輛基地的東豐線列車的大規模檢查，並負責東西線全線列車的檢查和管理。現在只負責東西線全線列車的檢查和管理。而列車進出東車輛基地均無人駕駛，依賴列車的自動列車運行裝置操作，並透過車輛基地管理的訊號系統管理。8000型列車回廠時，方向幕會顯示為「自動回送」，6000型則會亮起自動回送的指示燈。

## 運作方式
除了首班列車由南鄉7丁目車站開出外，東西線列車均由宮之澤車站開出，以各站停車方式行駛。
班次方面，早上繁忙時間每4分鐘一班，傍晚繁忙時間每5－6分鐘一班，非繁忙時間每6－7分鐘一班。

### 月台門

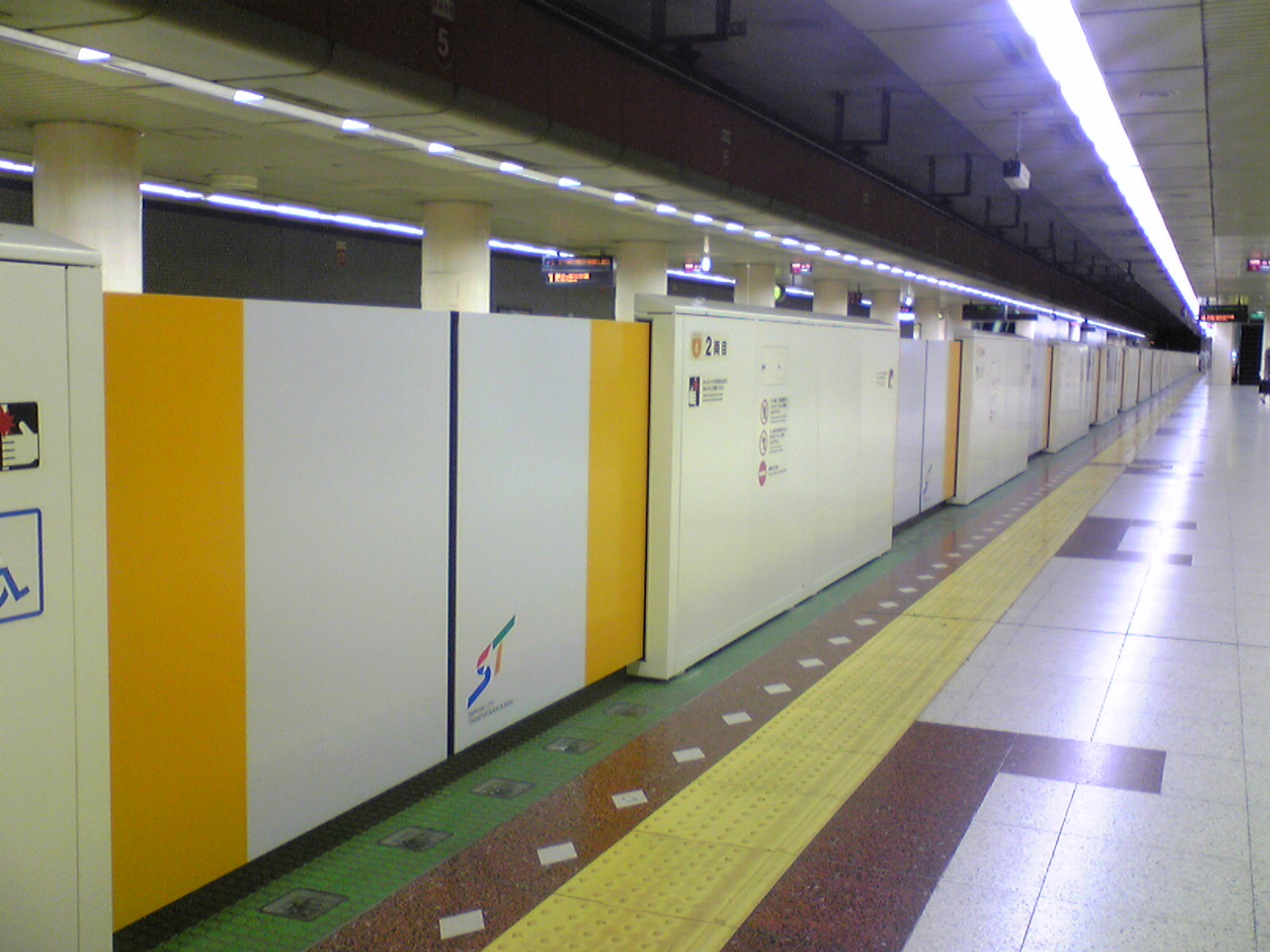
安裝在南鄉7丁目車站的月台閘門

為了避免乘客跳軌，及避免乘客誤觸未停定的列車和失足掉到軌道上受傷，札幌市交通局決定引入在東京、大阪、橫濱、福岡等地下鐵採用的月台門（札幌市交通局稱為「可動式月台圍欄」）。其中東西線的南鄉7丁目車站被選為先行安裝和進行試驗的車站，於2008年2月安裝，5月試驗完成後正式啟用。東西線其餘車站也跟著於同年9月起自新札幌車站開始逐一安裝月台幕門和啟用，至今（2009年2月12日）已完成新札幌車站－二十四軒車站的安裝工程，並預定於2009年3月3日完成宮之澤車站的安裝工程。
隨著全線月台門安裝完成，東西線將會於2009年4月1日開始改為單駕駛運作（ワンマン運転）。安裝月台門除了防止意外發生外，更能節省操作列車和管理車站的人手，減省開支。另外，由於月台幕門只以7輛編組列車的設計安裝，因此雖然東西線各站月台均能容納更長的列車（新札幌車站－琴似車站：最長9輛編組，發寒南車站－宮之澤車站：最長8輛編組），短期內東西線受月台門的限制，將不會延長列車編組。
月台門關上時，幕門上的警告燈會亮著，同時也有音聲提示乘客。

### 乘車人數
根據札幌市交通局進行的調查，2006年度每日平均有207,035人（換乘的乘客除外）使用東西線，比上一年度上升0.4%。連換乘的乘客則有267,168人。

## 車站列表
路線的起點為琴似車站。所有車站都位於北海道札幌市內。全線地下。
| 車站編號 | 中文站名   | 日文站名 | 英文站名 | 站間距離 | 琴似起計 營業距離 | 接續路線                                                                     | 所在地 |
| -------- | ---------- | -------- | -------- | -------- | ----------------- | ---------------------------------------------------------------------------- | ------ |
| T01      | 宮之澤     |          |          | -        | 2.8               |                                                                              | 西區   |
| T02      | 發寒南     |          |          | 1.5      | 1.3               |                                                                              | 西區   |
| T03      | 琴似       |          |          | 1.3      | 0.0               |                                                                              | 西區   |
| T04      | 二十四軒   |          |          | 0.9      | 0.9               |                                                                              | 西區   |
| T05      | 西28丁目   |          |          | 1.2      | 2.1               |                                                                              | 中央區 |
| T06      | 圓山公園   |          |          | 0.8      | 2.9               |                                                                              | 中央區 |
| T07      | 西18丁目   |          |          | 0.9      | 3.8               | 札幌市電：一條線、山鼻西線 …西15丁目停留場                                   | 中央區 |
| T08      | 西11丁目   |          |          | 0.9      | 4.7               | 札幌市電：一條線 …中央區役所前停留場                                         | 中央區 |
| T09      | 大通       |          |          | 1.0      | 5.7               | 札幌市營地下鐵：南北線（N07）、東豐線（H08） 札幌市電：一條線 …西4丁目停留場 | 中央區 |
| T10      | 巴士中心前 |          |          | 0.8      | 6.5               |                                                                              | 中央區 |
| T11      | 菊水       |          |          | 1.1      | 7.6               |                                                                              | 白石區 |
| T12      | 東札幌     |          |          | 1.2      | 8.8               |                                                                              | 白石區 |
| T13      | 白石       |          |          | 1.1      | 9.9               |                                                                              | 白石區 |
| T14      | 南鄉7丁目  |          |          | 1.4      | 11.3              |                                                                              | 白石區 |
| T15      | 南鄉13丁目 |          |          | 1.1      | 12.4              |                                                                              | 白石區 |
| T16      | 南鄉18丁目 |          |          | 1.2      | 13.6              |                                                                              | 白石區 |
| T17      | 大谷地     |          |          | 1.5      | 15.1              |                                                                              | 厚別區 |
| T18      | 雲雀之丘   |          |          | 1.0      | 16.1              |                                                                              | 厚別區 |
| T19      | 新札幌     |          |          | 1.2      | 17.3              | 北海道旅客鐵道：千歲線 …新札幌（H05）                                        | 厚別區 |